# Old Tollbar Cottage

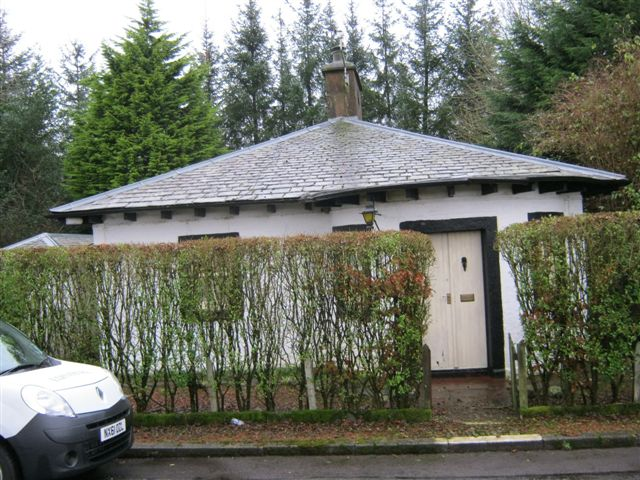
Old Tollbar Cottage

Das Old Tollbar Cottage ist eine ehemalige Zollstation nahe der schottischen Ortschaft Johnstonebridge in der Council Area Dumfries and Galloway. 1971 wurde das Bauwerk in die schottischen Denkmallisten zunächst in der Kategorie B aufgenommen. Die Hochstufung in die höchste Denkmalkategorie A erfolgte 1988.

## Beschreibung
Das Gebäude liegt isoliert rund zwei Kilometer südlich von Johnstonebridge. Es wurde zwischen 1820 und 1822 im Zuge der Einrichtung der Straßenverbindung zwischen Carlisle und Glasgow erbaut. Es diente der Zollabfertigung entlang der Strecke. Eine baugleiche Zollstation befindet sich südlich nahe der englisch-schottischen Grenze bei Gretna. Das Gebäude wurde von dem bedeutenden Architekten Thomas Telford erbaut, der in die Planung der Strecke involviert war. Die Arbeiten führte John MacDonald aus.
Das einstöckige Gebäude ist heute nicht mehr direkt an der Hauptverkehrsstraße, der A74(M), gelegen, die etwa 100 m westlich verläuft. Direkt am Haus verläuft die B7076, die über weite Strecken parallel der A74(M) geführt ist. Das Mauerwerk besteht aus Bruchstein, wobei Gebäudeöffnungen ausgemauert und farblich abgesetzt sind. Die Fassaden sind gekalkt. An der Ostseite tritt eine Auslucht mit drei vierteiligen Sprossenfenstern bogenförmig hervor. Das Gebäude schließt mit einem schiefergedeckten Walmdach mit breitem, zentralen Kamin. Dieser ist mit Vierpass verziert.